# Giuseppe D'Avanzo
Giuseppe D'Avanzo (Napoli, 10 dicembre 1953 – Calcata, 30 luglio 2011) è stato un giornalista e scrittore italiano, autore di importanti inchieste svolte per i quotidiani la Repubblica e Corriere della Sera.

## Biografia
Dedito in gioventù al rugby, militò, negli anni settanta, nel ruolo di pilone nella prima squadra della Partenope, principale club rugbistico di Napoli, e fu convocato anche nelle selezioni nazionali giovanili.
Dopo la laurea in filosofia, il percorso professionale di D'Avanzo ha inizio nel quindicinale Voce della Campania, un periodico che diventa sul finire degli anni settanta un vivaio di giovani giornalisti. Entra successivamente nel mondo dei quotidiani con la collaborazione alla redazione napoletana di Paese Sera, giornale di cui è poi corrispondente da Milano nel 1983-84. Alla fine del 1984 ha inizio il suo lavoro nell'ufficio di corrispondenza da Napoli del quotidiano la Repubblica, diretto da Eugenio Scalfari, che lo chiama due anni dopo nella redazione centrale di Roma. Nel 1997 D'Avanzo lascia la Repubblica e, per un periodo di circa due anni e mezzo, è inviato speciale del Corriere della Sera; torna poi a Repubblica nel 2000 con il ruolo di vice direttore ed editorialista, oltre che di autore di una serie di inchieste giornalistiche che hanno segnato la storia politica dell'Italia.
In tempi diversi Giuseppe D'Avanzo si è occupato di tutti i grandi temi del giornalismo italiano: dalle inchieste su mafia, terrorismo, servizi segreti, mafia russa, l'intreccio tra politica, grandi affari internazionali e cronache giudiziarie. Negli ultimi anni la sua attenzione si era focalizzata su ciò che è stata definita come "l'inchiesta sul potere”.
In occasione di alcuni dei suoi reportage di giornalismo investigativo D'Avanzo ha lavorato in team con altri giornalisti: per oltre vent'anni con Attilio Bolzoni, cronista e inviato di Repubblica in Sicilia per inchieste di mafia - i due hanno scritto insieme il libro Il Capo dei Capi, all'origine poi di una fiction televisiva su Totò Riina, e La giustizia è Cosa Nostra, pubblicato da Mondadori nel 1995 e ripubblicato dopo un quarto di secolo da Glifo Edizioni. Con Carlo Bonini ha lavorato nelle inchieste degli anni 1999-2000 su mafia russa, servizi segreti e le vicende di spionaggio connesse alla guerra in Iraq. Bonini e D'Avanzo sono autori del saggio Il mercato della paura. La guerra al terrorismo islamico nel grande inganno italiano (2006).
Gli è stata riconosciuta la creazione di un metodo d'inchiesta ("il metodo D'Avanzo"), fondato su molteplici verifiche della notizia, prima che questa venga pubblicata, e sulla più rigorosa attenzione professionale. Metodo che è stato di stimolo per la formazione di altri cronisti investigativi, così come testimoniato dal giornalista Marco Imarisio e dallo scrittore Roberto Saviano.
Per illustrare la “filosofia professionale” di Giuseppe D'Avanzo è stata più volte citata una sua frase: "Un'inchiesta giornalistica è la paziente fatica di portare alla luce i fatti, di mostrarli nella loro forza incoercibile e nella loro durezza. Il buon giornalismo sa che i fatti non sono mai al sicuro nelle mani del potere e se ne fa custode nell'interesse dell'opinione pubblica".
Morì improvvisamente il 30 luglio 2011, mentre percorreva in bicicletta, per un allenamento sportivo in compagnia di Attilio Bolzoni e del collega Fausto Gianì, un tratto in salita a Calcata. Il suo funerale laico ha avuto luogo il 1º agosto successivo a Roma. Oltre che dalle testimonianze e dai ricordi di amici e persone di famiglia, è stato salutato dall'elogio funebre del direttore di Repubblica Ezio Mauro.

## Le inchieste

### La strage del Rapido 904
Nel 1985 scopre e racconta che sono stati gli uomini del Clan Misso (così chiamato perché facente capo al camorrista Giuseppe Misso) a collocare, nella quintultima vettura del treno, la bomba che il 23 dicembre 1984 uccide quindici passeggeri e ne ferisce 230 nella galleria di San Benedetto Val di Sambro, evento conosciuto come la Strage del Rapido 904. Interrogato dal pubblico ministero Piero Luigi Vigna, si rifiuta di svelare le sue fonti. È arrestato alla vigilia di Natale e rinchiuso per sette giorni nel carcere di massima sicurezza di Carinola. L'esito del processo riduce la responsabilità del clan Misso alla sola fornitura dell'esplosivo, escludendo la partecipazione diretta all'esecuzione dell'attentato.

### L'incontro con Giovanni Falcone, le interviste ai grandi "pentiti" di mafia
Nel 1986 segue a Roma (a livello di governo, commissione parlamentare antimafia, consiglio superiore della magistratura) le difficoltà del pool di Palermo; la bocciatura di Giovanni Falcone a consigliere istruttore (1988); il conflitto tra la magistratura di Palermo e l'Alto commissariato antimafia (1989) (nella definizione completa: Alto commissario per il coordinamento della lotta contro la delinquenza mafiosa), le sentenze della Corte di cassazione (1990/1991). Incontra e intervista alcuni grandi “disertori” della mafia siciliana (tra questi: Tommaso Buscetta in collaborazione con Eugenio Scalfari, Pino Marchese, Santino Di Matteo) e della criminalità milanese (Angelo Epaminonda). Conosce Giovanni Falcone. Le conversazioni con il giudice gli consentono di comprendere meglio la vita, gli uomini, le abitudini di Cosa Nostra siciliana, i suoi affari, gli intrecci con i poteri nazionali, politici ed economici.

### Il caso Gladio
Nel 1990 Giulio Andreotti rivela l'esistenza dell'Organizzazione Gladio, un'organizzazione anti-comunista istituita nel dopoguerra dalla CIA, che ha avuto a disposizione basi operative, armi, addestramento. Una commissione parlamentare d'inchiesta lavora per accertare il coinvolgimento di Gladio nel minacciato colpo di Stato del 1964 («Piano Solo»), oltre che nelle stragi che hanno colpito l'Italia. Dopo i primi articoli, un telefonista, a nome della Falange armata, minaccia di morte Giuseppe D'Avanzo. Il capo della polizia, Vincenzo Parisi, decide di proteggere con una scorta armata il giornalista. Dopo qualche mese, verificata l'impossibilità di svolgere il suo lavoro in piena libertà di movimento, D'Avanzo rifiuta la protezione e prosegue nell'inchiesta.

### Gli anni di Mani Pulite
Il 1992 e quelli successivi sono gli anni delle stragi e dell'inizio di «Mani Pulite, l'inchiesta che contribuirà alla fine della Prima Repubblica. D'Avanzo scrive le cronache della morte di Giovanni Falcone. Intervista, in quelle ore, Paolo Borsellino. Racconta l'attentato che lo ucciderà tre mesi dopo. Segue le indagini del procuratore Ilda Boccassini sulla strage di Capaci e la strage di via d'Amelio. Racconta il crollo del sistema politico travolto dalle inchieste giudiziarie. Dà conto delle indagini e dei processi che conducono alla condanna dei principali collaboratori di Silvio Berlusconi: Marcello Dell'Utri, condannato per concorso esterno in associazione mafiosa e Cesare Previti, condannato per corruzione giudiziaria.

### Al Corriere della Sera: le inchieste sulle mafie internazionali
Nel 1998 lascia la Repubblica per il Corriere della sera. Lavora alle cronache della guerra del Kosovo con reportage lungo le linee del fronte. L'anno successivo rivela, assistito da Carlo Bonini, l'esistenza di tre carte di credito intestate al presidente della Federazione Russa, Boris El'cin, e alle sue figlie. Le carte sono saldate attraverso depositi bancari alimentati dall'imprenditore kosovaro Behgjet Pacolli. L'imprenditore si è aggiudicato appalti in Russia tra i quali la ristrutturazione della fortezza del Cremlino a Mosca. La magistratura di Mosca apre un'inchiesta sulla Mabetex, società svizzera di Pacolli, per sospette tangenti versate a uomini dell'amministrazione russa. Un'altra inchiesta muove da Ginevra per sospetto riciclaggio contro El'cin e Pavel Borodin, l'amministratore del Cremlino. A New York si apre una terza inchiesta per riciclaggio di denaro, in parte mafioso e in parte proveniente dai prestiti elargiti alla Russia dal Fondo Monetario Internazionale attraverso la Bank of New York. Il presunto coinvolgimento del Fondo nello scandalo russo provoca il 9 novembre 1999 le dimissioni del direttore dell'organizzazione, Michel Camdessus.

### Il ritorno a Repubblica, il caso Telekom Serbia
Nel 2000 torna a Repubblica come vicedirettore. Firma, con Carlo Bonini, un'inchiesta in tre puntate sulla corruzione che ha accompagnato l'acquisto italiano di Telekom Serbia. Nel giugno 1997 la STET, controllata dallo Stato, attraverso Telecom Italia acquista il 29% della compagnia pubblica di telecomunicazioni serba per circa 870 miliardi di lire; un altro 20% viene comprato dalla Compagnia di telecomunicazioni greca OTE. Il governo della Repubblica di Serbia incassa complessivamente 1.500 miliardi. È un affare che permette alla STET di posizionarsi su uno dei mercati più promettenti (ma lo sbarco si rivelerà una catastrofe finanziaria).
Lo scandalo emerge dopo la sconfitta elettorale del presidente Slobodan Milošević. L'inchiesta di D'Avanzo e Bonini denuncia il pagamento di circa trenta miliardi di «mediazioni», in realtà tangenti in denaro, per il buon esito del contratto. Il lavoro giornalistico dei due produrrà in Italia l'istituzione di una commissione parlamentare di inchiesta per l'Affare Telekom Serbia.
Con una nuova inchiesta, D'Avanzo scopre che all'interno della commissione si realizza un piano di discredito politico, con falsi testimoni, per liquidare la leadership del centro-sinistra, al governo al momento dell'affare Telekom Serbia. A seguito di tale inchiesta la commissione cessa la sua attività. In un articolo del 15 gennaio 2010 D'Avanzo farà risalire alla vicenda Telekom Serbia la nascita in Italia di una "macchina del fango" tesa a distruggere la reputazione degli uomini politici. Gli articoli provocarono altresì l'apertura di un'inchiesta da parte della procura della repubblica di Torino. Alla sua chiusura il Gip Francesco Gianfrotta faceva notare nella sua ordinanza che tutte le informazioni fornite dai giornalisti di Repubblica erano confermate. Il 10 novembre 2011 una sentenza del Tribunale di Roma ha confermato i fatti narrati nelle inchieste di D'Avanzo e Bonini, condannando a 10 anni di reclusione e al pagamento di una provvisionale di 1 milione di euro nei confronti dei personaggi presi di mira, a titolo di risarcimento, uno dei responsabili del disegno.

### Il caso Abu Omar
Nel febbraio del 2005 dà conto dell'operazione “antiterrorismo” clandestina condotta da ventisei uomini della CIA con la copertura dei servizi segreti italiani. È la prima "extraordinary rendition" della CIA in Europa. Il 17 febbraio 2003, in pieno giorno, in via Guerzoni, a poche centinaia di metri dall'istituto islamico di viale Jenner, a Milano, viene sequestrato un egiziano di 42 anni, Hassan Mustafa Osama Nasr, da tutti chiamato "Abu Omar".
Alla fine del processo per questi fatti (4 novembre 2009), svoltosi a Milano, il giudice monocratico ha ritenuto non giudicabili a causa del segreto di Stato l'ex direttore del Sismi Nicolò Pollari e l'ex funzionario del servizio Marco Mancini. Sono stati invece condannati ventitré agenti della CIA: ventidue a cinque anni di reclusione, mentre Robert Seldon Lady, capo all'epoca dei fatti della "stazione" di Milano del servizio di informazione statunitense, è stato condannato a otto anni.

### IlNigergate
Nel 2005 firma con Bonini un'inchiesta a cui sarà dato il nome di “Nigergate”. L'inchiesta dimostra come le parole pronunciate il 28 gennaio 2003 nel discorso sullo Stato dell'Unione da George W. Bush («Il governo inglese ha appreso che Saddam Hussein ha recentemente cercato di acquisire significative quantità di uranio dall'Africa») hanno fondamento in documenti falsi. La rivelazione del tentativo di Saddam Hussein di acquistare in Niger cinquecento tonnellate di uranio grezzo, in gergo yellowcake, nasce da notizie manipolate, messe insieme da un «informatore» dell'intelligence italiana e quindi accreditate dal Servizio segreto militare (SISMI) a Washington e a Londra. L'inchiesta diventerà un libro Il mercato della paura, tradotto negli Stati Uniti da Melville House Publishing con il titolo Collusion. 

### Lo scandalo Telecom-Sismi
Nel 2006 svela, ancora in collaborazione con Bonini, come in Telecom Italia sia attivo un abusivo "servizio segreto" che compila migliaia di dossier illegali contro “i nemici” e anche “gli amici” (politici, economici, finanziari, istituzionali) delle due aziende. L'inchiesta svela come ci sia una sinergia illegale e clandestina tra una squadra di esperti informatici della Telecom-Italia (chiamata «Tiger team») e il servizio segreto militare (SISMI), utile a tenere sotto controllo una serie di personaggi pubblici italiani, banche e società, uomini di governo e dell'opposizione. Durante l'indagine penale, la procura di Milano accerta che D'Avanzo è pedinato dal SISMI e che le sue telefonate sono intercettate ed il suo lavoro spiato.

### Il caso Pollari-SISMI
Ancora nel 2006 e negli anni successivi firma una lunga serie di articoli contro il direttore del servizio segreto militare Nicolò Pollari. Denuncia come questi abbia alle sue dipendenze un centro riservato che manipola e inquina l'informazione, organizza «piani di disarticolazione» a danno dei presunti avversari di Silvio Berlusconi, quali magistrati, politici, giornalisti. Dimostra che Pollari ha organizzato, nel 2006, una campagna di discredito contro Romano Prodi, antagonista di Berlusconi. Pollari è sostituito alla direzione del Sismi nel novembre del 2006.

### Le "dieci domande"
Nel 2009, al culmine di una serie di rivelazioni sulla vita privata del presidente del Consiglio, originate dalle dichiarazioni di Veronica Lario, moglie del premier, pone dieci domande al capo dell'esecutivo Silvio Berlusconi. La pubblicazione delle domande viene quotidianamente ripetuta per mesi e guadagna alla campagna di Repubblica, una volta veicolata anche in lingua inglese sul web, una risonanza internazionale.

## Le critiche sulle fonti
Le inchieste del team Bonini-D'Avanzo hanno fatto spesso discutere. Probabilmente per reazione a tale ricca messe informativa, s'è più volte affacciata l'ipotesi che D'Avanzo e Bonini avessero accesso a fonti dirette del mondo degli agenti segreti.
Tale "fisiologico" precipitato delle rivalità tra testate ha registrato un'impennata dopo la scoperta (nello scandalo Telecom-Sismi) che il giornalista Renato Farina era a "libro paga" del Sismi. Farina, allora vice direttore del quotidiano Libero, fu difeso da Giuliano Ferrara, che si offrì di assumerlo nel quotidiano da lui diretto, Il Foglio, nel caso fosse stato licenziato da Libero.
Il vicedirettore del Corriere della Sera, Pierluigi Battista, il 9 luglio 2006 scrive un articolo in cui critica l'operato di Farina chiedendosi, con quella che appare essere una domanda retorica, se questi e Ferrara avrebbero difeso allo stesso modo anche un eventuale Marco Travaglio che fosse stato scoperto a collaborare con il Procuratore nazionale antimafia o Giuseppe D'Avanzo eventualmente scoperto a collaborare con il capo della polizia (allora Gianni De Gennaro):
(Pierluigi Battista, Corriere della Sera, 9 luglio 2006)
Circa un mese dopo, il 2 agosto 2006, Francesco Cossiga, interpretando (o molto più probabilmente fingendo di interpretare) l'esempio portato da Pierluigi Battista come fosse una rivelazione giornalistica su possibili collaborazioni tra D'Avanzo e De Gennaro, ha presentato un'interrogazione parlamentare al Ministro dell'interno Giuliano Amato in cui si chiede se D'Avanzo e Travaglio siano con l'ex capo della polizia, in rapporto di giornalista-fonte, o se invece dal secondo ai primi vi sia stato passaggio di danaro, chiedendo se in questo caso non sarebbe stato più corretto assumerlo direttamente al SISDE:
alla luce dell'articolo di Pier Luigi Battista sul quotidiano "Corriere della Sera", se corrisponda a verità l'ipotesi da detto autorevole giornalista formulata, e pur considerando, se vera, la cosa assolutamente lecita, se nell'interesse delle tutela dell'ordine e della sicurezza pubblica e della necessaria attività di informazione, disinformazione e controinformazione, i giornalisti Marco Travaglio e Giuseppe D'Avanzo siano a "libro paga", e per quale somma, del Capo della Polizia dott. Gianni De Gennaro, cui sono notoriamente legati da vincoli di amicizia e collaborazione, come dimostrato dalla loro campagna contro il SISMI;
qualora l'ipotesi sia vera, se non si ritenga opportuno rendere permanente e più ampia la loro collaborazione, facendoli assumere come informatori occulti dal SISDE.»
(Interpellanza del senatore Francesco Cossiga al Ministro dell'Interno)
Il ministro Amato negherà il coinvolgimento dei due giornalisti con il ministero degli Interni e la polizia.
Nello stesso giorno Cossiga aveva presentato diverse interpellanze sulle indagini effettuate nei confronti del personale del SISMI e sul Caso Abu Omar, in cui si evidenziava la sua contrarietà all'operato dei magistrati, tra cui un'interpellanza apertamente provocatoria, al Presidente del Consiglio dei ministri e ai Ministri degli affari esteri, dell'interno e della difesa, in cui chiedeva se, dopo "lo smantellamento, tramite tempestivi arresti, della Divisione controspionaggio del SISMI" da parte della Procura di Milano non sarebbe stato il caso di contrattare con Al Qaeda l'immunità per i cittadini e gli interessi italiani in cambio de "lo smantellamento di tutto l'apparato di sicurezza antiterrorismo dei Servizi di informazione e sicurezza, dell'Arma dei Carabinieri, della Polizia di Stato e della Guardia di finanza", chiedendo di nominare come ambasciatore per le trattative il sostituto procuratore della Repubblica di Milano Armando Spataro.

### Il caso Litvinenko
Paolo Guzzanti, attraverso 10 domande, gli ha contestato la manipolazione o falsificazione dell'intervista a Litvinenko, pubblicata dopo la sua morte ma effettuata più di un anno prima e senza la registrazione, nonostante D'Avanzo abbia affermato il contrario. La stessa accusa di manipolazione gli è stata rivolta per le interviste a Oleg Gordievskij e Vladimir Bukovskij, che ne hanno pubblicamente smentito il contenuto, senza che venisse data notizia delle smentite.

## Premi e riconoscimenti
- 2001: Premio Saint Vincent per il giornalismo, nella categoria "Inchieste e servizi speciali"
- 2011: Premio Mario Francese (in memoria)

## Opere
- I giorni di Gladio, Sperling & Kupfer (1991) con Giovanni Maria Bellu, ISBN 8820012553
- Il capo dei capi. Vita e carriera criminale di Totò Riina, Rizzoli (1993), con Attilio Bolzoni, ISBN 9788817019248
- La giustizia è Cosa Nostra, Mondadori (1995), con Attilio Bolzoni, ISBN 9788804385479 (Nuova edizione Glifo Edizioni, Palermo, 2019, ISBN 978-88-98741-46-5)
- Rostagno: un delitto fra amici, Mondadori (1997), con Attilio Bolzoni, ISBN 9788804425083
- Il mercato della paura. La guerra al terrorismo islamico nel grande inganno italiano, Einaudi 2006 con Carlo Bonini, ISBN 9788806175320
- La posta in gioco. Interventi e proposte per la lotta alla mafia, scritti di Giovanni Falcone, Giuseppe D'Avanzo (curatore), Rizzoli 2010, ISBN 9788817043915
- Inchiesta sul potere, (La Repubblica, 2011- postumo), a cura di Attilio Bolzoni e Leopoldo Fabiani, con prefazioni di Ezio Mauro ed Eugenio Scalfari. Edizione ampliata, novembre 2011 ISBN 978-88-8371-358-3